# 尤里·德罗兹多夫
尤里·伊万诺维奇·德罗兹多夫（俄語：Юрий Иванович Дроздов，1925年9月19日—2017年6月21日）是前苏联克格勃第一总局S局局长，信号旗特种部队创建者。
1964年8月至1968年德罗兹多夫担任苏联克格勃常驻中国外国情报总监；1979年11月被任命为克格勃第一总局S局（非法途径派遣局）局长，1991年退休。
德罗兹多夫直接参与了交换美国飞行员弗朗西斯·鲍尔斯与苏联情报员鲁道夫·艾贝尔的行动。